# Ignacio Martín Cloppet
Ignacio Martín Cloppet (n. 19 de junio de 1962) es un abogado argentino especialista en derecho penal y escritor sobre temas jurídicos e históricos. 
Estudió en la Facultad de Derecho y Ciencias Sociales de la Universidad de Buenos Aires, de donde egresó con el título de abogado en 1990. Realizó estudios de Doctorado en Ciencias Jurídicas en la Pontificia Universidad Católica Argentina. Integra el claustro de profesores titulares de la Facultad de Historia, Geografía y Turismo de la Universidad del Salvador.

## Biografía
Ha sido profesor invitado por la Universidad Complutense de Madrid, la Universidad de Navarra, la Universidad de San Pablo (Arequipa, Perú), el Instituto Italo - Latino Americano (Roma), la Fundación Cánovas de Castillo y por la Fundación para el Análisis y los Estudios Sociales (FAES) de Madrid.
Voluntario de la Guerra de Malvinas (1982); vocal de la Comisión Popular Pro-Repatriación de los restos de Juan Manuel de Rosas (1989-1990); miembro del Consejo Ejecutivo de la Comisión Nacional Ejecutiva para el Decenio del V Centenario del Descubrimiento de América (1992); miembro de la Comisión de Homenaje del Monumento a Juan Manuel de Rosas (1999)  y prosecretario del Instituto de Investigaciones Históricas Juan Manuel de Rosas (1999-2001).
Fue distinguido como socio benemérito del Instituto Cultural Brasil-Argentina de São Paulo (1993); miembro correspondiente del Instituto de Derecho Eclesiástico de Lima, Perú (2001); miembro titular del Instituto Cultural Argentino-Peruano de Buenos Aires (2002); y nombrado Caballero Armado del Capítulo Hispanoamericano de Caballeros del Corpus Christi en Toledo, España (2003). Es socio del Club Universitario Buenos Aires junto a su hermano Fernando, sus hijos Ignacio y Tomás, y sus sobrinos Alejandro, Marcos, Alejo, Francisco, María, y Agustina.
Ha desempeñado diversas funciones en el Poder Judicial de la Nación Argentina, en la Gobernación de la Provincia de Buenos Aires y en el Poder Ejecutivo Nacional.
Su obra histórica, enmarcada dentro de los preceptos del Revisionismo histórico en Argentina, se sustenta en documentos públicos y privados.

## Publicaciones
- Clubes deportivos: ¿Asociaciones civiles o sociedades anónimas deportivas? Una cuestión para resolver. En: Revista del Derecho Comercial y de las Obligaciones N° 189-192. Depalma. Buenos Aires enero-diciembre de 2000. Año 33.

- Libertad Jurídica: deberes y derechos. El "dos por uno" en la legislación penal argentina. Escuelas penales. Boletín Semanal AICA N° 2320. Buenos Aires 6 de junio de 2001.

- Los de Villars. Historia y genealogía de una familia milenaria. Buenos Aires, 2006 (350 páginas) ISBN 987-05-1116-3.[12][13]

- Los orígenes de Juan Perón y Eva Duarte. Mitos y verdades de sus nacimientos. ALFAR Editora. 3a. edición, agosto de 2012. ISBN 978-987-99409-3-8.[14][15]

- Eva Duarte y Juan Perón: la cuna materna. Perón y Evita descienden de conquistadores. El parentesco de Borges y Perón. ALFAR Editora. Buenos Aires 2011. ISBN 978-987-99409-4-5.[16]

- Les origines de Juan Perón et d'Eva Duarte. Leurs racines françaises et basques. La parenté entre Borges et Perón. ALFAR Editora. Buenos Aires 2013. ISBN 978-987-99409-6-9.

- Juan Duarte (Uhart) y su hija Evita: vascos con grandeza. Euskonews N° 685. Bayona 7 de mayo de 2014.[17]

- Perón en Roma. Cartas inéditas (1939-1940). Amores y política. Ediciones Fabro. Buenos Aires 2015. ISBN 978-987-713-039-3.

## Estudio sobre los ancestros de Juan D. Perón y Eva Duarte
El estudio sobre los orígenes de Juan Domingo Perón (1895-1974) y de María Eva Duarte de Perón (1919-1952), presenta diversas fuentes documentales nacionales como extranjeras (expedientes judiciales, testamentarias, sucesorios, escrituras, testimonios, daguerrotipos, partidas sacramentales, actas de registros civiles, páginas de los censos, libros de entradas de pasajeros al puerto, etc.) y derivadas de la tradición oral familiar. Su abuelo paterno, el doctor Alejandro Santiago Cloppet (1904-1983), amigo y confidente de Juan Domingo Perón, fue el abogado encargado de tramitar el expediente sucesorio de su padre Mario Tomás Perón Dutey (1867-1928). Su abuela paterna, Celia C. Elgoyhen Duarte de Cloppet, fue prima hermana de Eva Duarte de Perón; parentesco sellado por su madre María Duarte Manechena, que fue una de las hermanas menores de Juan Duarte. 
Los dos libros, que estudian y completan la saga sobre los orígenes de la pareja política más importante de la historia argentina, fueron lanzados oficialmente en la ciudad de Buenos Aires, el 4 de octubre de 2010 en el Museo Metropolitano y el 22 de septiembre de 2011 en la Torre YPF, respectivamente. Las presentaciones estuvieron a cargo de Juan José Cresto (Presidente de la Academia Argentina de la Historia), Pablo A. Vázquez (en representación de la arq. Cristina Álvarez Rodríguez),  Ignacio Crotto (Secretario de Turismo de la Provincia de Buenos Aires) y el actor Víctor Laplace. 
Sucesivamente, fueron presentados en España (Madrid y Bilbao), Francia (Bayona y Saint-Étienne-de-Baïgorry), en diversas ciudades del interior del país, en la 38° Feria Internacional del Libro 2012, en la IV y V Feria del Libro de Temática Peronista, en la Ciudad de Bogotá (Colombia) contando con la presencia del Embajador Celso Jaque, y en el Concejo Deliberante de la Ciudad de La Plata, siendo declarado de interés cultural.

### Los orígenes de Juan Perón y Eva Duarte.[36]
Por la rama paterna se revelan:
- los genes británicos de Juan Domingo Perón;
- la fe de bautismo de su abuela paterna Dominga Dutey (1844-1930);
- el nombre completo y datos biográficos del primer esposo de Dominga Dutey que se llamó Miguel Martirena, así como la partida de ese matrimonio;
- los orígenes y ancestros vascos franceses de Juan Domingo Perón (Dutey - Bergouignan) y de María Eva Duarte de Perón (Uhart - Manechena Etchegoyen) todos ellos oriundos de Iparralde;[38]
- el misterio sobre el matrimonio de Tomás Liberato Perón (1839-1889) y Dominga Dutey;
- el enigma sobre el nacimiento de 3 hijos naturales;
- el lugar de nacimiento de Juan Domingo Perón;
- su normal ingreso al Colegio Militar de la Nación;
- la partida de matrimonio religioso de Juan Domingo Perón y Aurelia Gabriela Tizón de Perón;
- el misterio de las dos actas de nacimiento de María Eva Duarte de Perón y el contraste con su partida de bautismo;
- el verdadero apellido de María Eva Duarte de Perón;
- la genuina historia del “vasco” Juan Duarte;
- la verdadera historia de los funerales de Juan Duarte.

### Eva Duarte y Juan Perón: la cuna materna[39]
Por la rama materna se descubrió que descienden de conquistadores: 
- Juan Domingo Perón, de Mencia Calderón Ocampo (1510-1564) la gran heroína de Asunción del Paraguay, viuda de Juan de Sanabria,[40]
- y María Eva Duarte de Perón, de Jerónimo Luis de Cabrera (1520-1574) el fundador de Córdoba (Argentina).[41]

Se comprobó:
- que Juan Domingo Perón descendía de españoles y que por ende no poseía sangre indígena por su bisabuela María Victoria Gaona (1821-1872);[43][44]
- el parentesco entre el escritor Jorge Luis Borges (1899-1986) y Juan Domingo Perón, a través del famoso genearca Pedro Pascual de Acevedo (1695-1767).[45][46]

En cuanto a María Eva Duarte de Perón, también se publican por primera vez, entre otras tantas: 
- la partida de matrimonio de sus abuelos maternos Joaquín Ibarguren Arandia (1862-1934) y Petrona Núñez Pregote (1872-1927), dejando demostrado el vínculo de esta rama americana con su árbol vasco guipuzcoano en Amézqueta y Zumárraga, pueblos donde los “Ybarguren” fueron pobladores desde el siglo XV.[47]
- y la partida del bautizo y el acta del Registro Civil de su madre doña Juana Ibarguren (1894-1971).

La investigación realizada sobre los orígenes de Juan Perón y Eva Duarte es una de las fuentes que la Secretaría de Turismo de la Provincia de Buenos Aires ha incluido dentro del Circuito Turístico "Los Caminos de Evita y Perón" lanzado en junio de 2012.
La obra completa en un solo volumen fue publicada en una primera edición en francés, bajo el título: Les origines de Juan Perón et d'Eva Duarte. Leurs racines françaises et basques. La parenté entre Borges et Perón (Alfar, Buenos Aires 2013). Fue presentada en el mes de octubre de 2013 en Amézqueta, Bayona, Saint Palis, Saint Jean Pied de Port y París.

## Nuevos hallazgos para la biografía de Perón
En un nuevo libro titulado: “Perón en Roma. Cartas inéditas (1939-1940). Amores y política” (Ediciones Fabro 2015), se reproduce por primera vez un conjunto de cartas inéditas escritas por Perón. Son tres epístolas de amor dirigidas a su tía Mercedes “Mecha” Perón, y otras siete escritas desde Europa, destinadas a su cuñada María Tizón Erostarbe, donde se conoce a ciencia cierta el primer y único testimonio contemporáneo de lo que vio y pensó el militar argentino: sus impresiones de los italianos (del sur y del norte), su mirada sobre Europa, sus análisis sobre la incipiente guerra mundial, su opinión sobre Benito Mussolini, sus reflexiones sobre el Vaticano, la Iglesia y Pío XII, sus viajes y visitas a distintos lugares en su legendario automóvil Fiat 1500, y tantos otros capítulos pincelados magistralmente por sus desconocidas letras. La obra fue presentada por Jorge Di Lello, Alicia Barrios, Roberto Baschetti y Fabián D'Antonio en “El Gran Lío Centro Cultural" el día 22 de abril en la ciudad de Buenos Aires.
Asimismo, la obra fue lanzada en Roma, la Ciudad del Vaticano, Milán, Bayona , Bilbao, San Sebastián y Madrid. En nuestro país, se hizo lo propio en Luján, Baradero, Vicente López, Córdoba, Río Gallegos, San Rafael, Mendoza, San Martín, Paraná, Santa Fe, Rosario y en la VII Feria del Libro de Temática Peronista, que organiza el Museo Evita.